# غوردون بيرن
غوردون بيرن (بالإنجليزية: Gordon Burn)‏ هو صحفي وكاتب بريطاني، ولد في 16 يناير 1948 في نيوكاسل أبون تاين في المملكة المتحدة، وتوفي في 17 يوليو 2009 بسبب سرطان القولون.